# Sirens FC
Sirens FC is een Maltese voetbalclub uit San Pawl il-Baħar.
De club werd in 1968 opgericht als St Paul's Bay Football Team en vroeg een jaar later het lidmaatschap van de Maltese voetbalbond aan. Omdat de club op het terrein van de Sirens Aquatic Sports Club speelde, werd de naam Sirens Football Team. In 1972 werd dit Sirens FC toen ook het eigen stadion geopend werd. De club speelde tot en met het seizoen 2013/14 in de Third Division (vierde niveau). Dat jaar werd Sirens met ruime afstand kampioen en promoveerde naar de Second Division. Na een tweede plaats in het seizoen 2015/16 promoveerde Sirens naar de First Division. Daarin werd de club in het seizoen 2018/19 kampioen waardoor Sirens in het seizoen 2019/20 voor het eerst in de Premier League speelt.
De club debuteerde zeer goed en veroverde meteen de 4e plaats in de eindrangschikking waardoor het in 2020 mocht debuteren in de UEFA Europa League.

## Sirens FC in Europa
Uitslagen vanuit gezichtspunt Sirens FC
| Seizoen                                                    | Competitie    | Ronde | Land               | Club       | Totaalscore | 1e W    | 2e W | PUC |
| ---------------------------------------------------------- | ------------- | ----- | ------------------ | ---------- | ----------- | ------- | ---- | --- |
| 2020/21                                                    | Europa League | 1Q    | Vlag van Bulgarije | CSKA Sofia | 1-2         | 1-2 (U) |      | 0.5 |
| Totaal aantal behaalde punten voor UEFA coëfficiënten: 0.5 |               |       |                    |            |             |         |      |     |

Zie ook
- Deelnemers UEFA-toernooien Malta
- Ranglijst van alle clubs die in de diverse Europa Cups zijn uitgekomen

Fgura United · 
Gudja United FC ·
Lija Athletic · 
Marsa FC ·
Mgarr United FC · 
Mtarfa FC ·
Pietà Hotspurs · 
St. Lucia · 
Senglea Athletic FC ·
Sirens FC ·
St. Andrews ·
Swieqi United ·
Tarxien Rainbows ·
Valletta FC ·
Żebbuġ Rangers ·
Zurrieq FC